# Ran Takahashi
Ran Takahashi (jap. 髙橋 藍 Takahashi Ran; ur. 2 września 2001 w Kioto) – japoński siatkarz, grający na pozycji przyjmującego, reprezentant Japonii.
Jego starszy brat Rui i młodsza siostra Riri, również grają w siatkówkę. Jego dziadek ma amerykańskie pochodzenie, podczas gdy jego matka ma korzenie brytyjsko-niemiecko-japońskie. Do 12 lutego 2025 roku na instagramie obserwowało go prawie 2,7 miliona ludzi. Jego mama grała w tenisa ziemnego a tata baseball. Jest twarzą japońskiej marki kosmetyków Kosé. Podpisał kontrakt z francuskim domem mody Dior. Dzięki starszemu bratu Rui zaczął trenować siatkówkę.
Na początku maja 2021 roku zadebiutował w reprezentacji Japonii w meczu towarzyskim przeciwko reprezentacji Chin.

## Kariera klubowa
| Kariera juniorska         | Kariera juniorska               | Kariera juniorska | Kariera juniorska | Kariera juniorska | Kariera juniorska | Kariera juniorska | Kariera juniorska | Kariera juniorska | Kariera juniorska | Kariera juniorska |
| ------------------------- | ------------------------------- | ----------------- | ----------------- | ----------------- | ----------------- | ----------------- | ----------------- | ----------------- | ----------------- | ----------------- |
| 2017–2020                 | Higashiyama High School         |                   |                   |                   |                   |                   |                   |                   |                   |                   |
| Kariera seniorska         |                                 |                   |                   |                   |                   |                   |                   |                   |                   |                   |
| 2020–2021                 | Nippon Sport Science University |                   |                   |                   |                   |                   |                   |                   |                   |                   |
| 2021–2023 (od 29.11.2021) | Pallavolo Padwa                 |                   |                   |                   |                   |                   |                   |                   |                   |                   |
| 2023–2024                 | Mint Vero Volley Monza          |                   |                   |                   |                   |                   |                   |                   |                   |                   |
| 2024–                     | Suntory Sunbirds                |                   |                   |                   |                   |                   |                   |                   |                   |                   |

## Sukcesy klubowe
Puchar Challenge:
- 2024[11]

Liga włoska:
- 2024[12]

Puchar Cesarza:
- 2024[13]

Liga japońska:
- 2025[14]

Klubowe Mistrzostwa Azji:
- 2025[15]

## Sukcesy reprezentacyjne
Mistrzostwa Azji:
- 2023[16]
- 2021[17]

Liga Narodów:
- 2024[18]
- 2023[19]

## Nagrody indywidualne
- 2023: Najlepszy przyjmujący Mistrzostw Azji
- 2024: MVP Pucharu Cesarza
- 2025: Najlepszy przyjmujący Klubowych Mistrzostw Azji[20]